# Vorarlberger Rheintalbinnenkanal

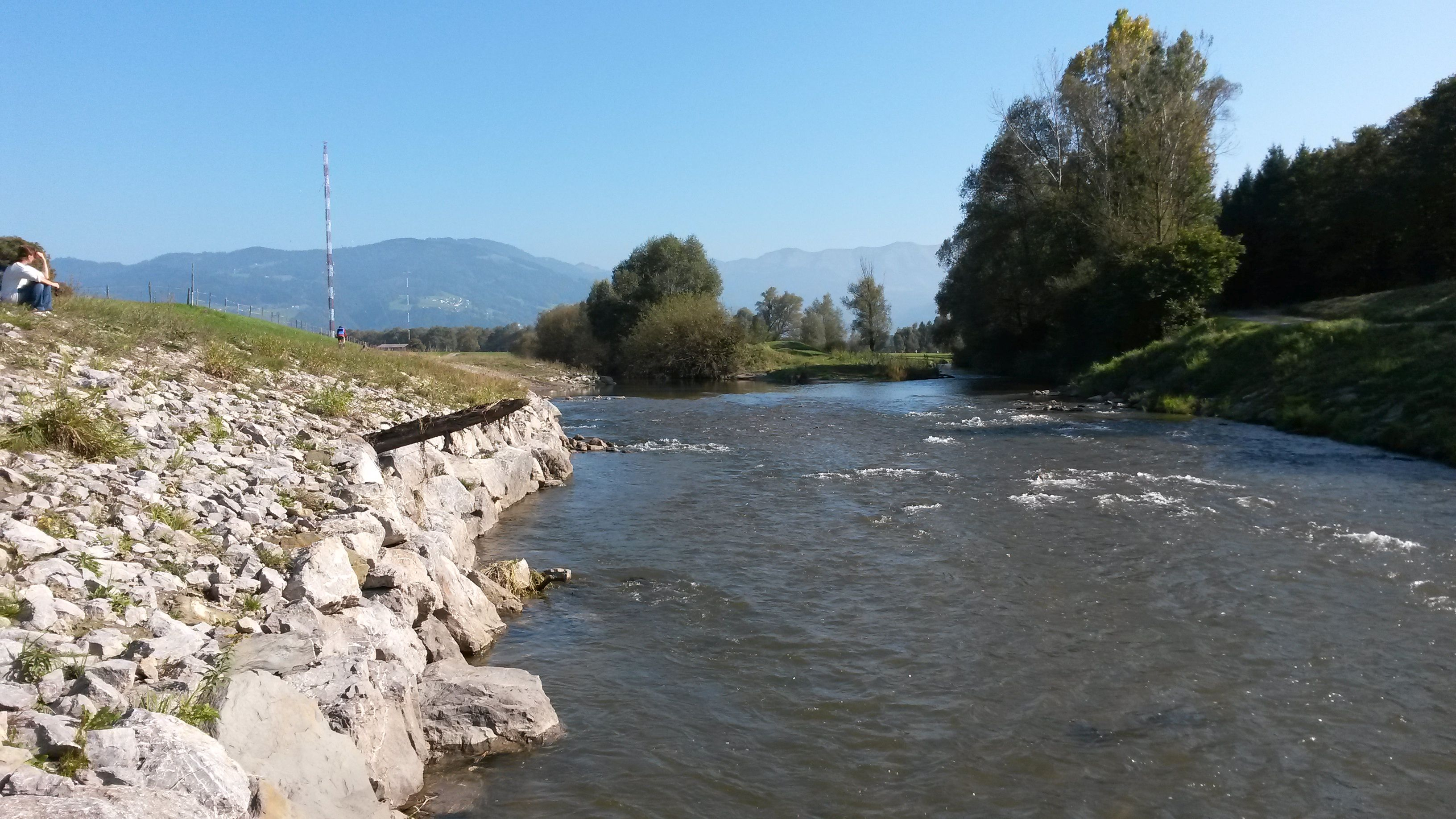
Zusammenfluss Dornbirner Ache (links) mit dem Rheintal-Binnenkanal (rechts) bei Flusskm 5,91 (Dornbirner Ache).

Der Vorarlberger Rheintalbinnenkanal oder auch nur Rheintalbinnenkanal, im Oberlauf Aukanal und Koblacher Kanal, ist ein parallel zum Rhein im Alpenrheintal fließender Fluss, der maßgeblich zur Entwässerung des Unteren Rheintals auf östlicher, Vorarlberger Seite beiträgt. Auf der westlichen, Schweizer Seite des Rheins existiert ebenfalls ein Binnenkanal zur Entwässerung des Rheintals, der als Rheintaler Binnenkanal bezeichnet wird.
In Form eines künstlich angelegten Entwässerungskanals führt der Rheintalbinnenkanal von seinem Ursprung in der Gemeinde Koblach, wo der Fluss noch als Koblacher Kanal bezeichnet wird, dem Verlauf des Rheins folgend zu diesem parallel über die Stadt Hohenems, wo der Flussname wechselt, bis ins Gemeindegebiet der Marktgemeinde Lustenau zum Einfluss in die Dornbirner Ach.
Der Kanal dient der Entwässerung des Gebiets zwischen den Einzugsbereichen von Frutz und Dornbirner Ach. Dem Rhein fließen dadurch zwischen dem Zufluss des Ehbachs bei Koblach/Meiningen und seiner Mündung in den Bodensee bei Hard auf Vorarlberger Seite keine weiteren Flüsse zu. Der Rheintalbinnenkanal entlastet damit nicht nur den Rhein, sondern verhindert auch, dass sich bei Rheinhochwasser in den Zuflüssen ein Rückstau bildet, der zu einer Überschwemmung der umliegenden Gebiete führen würde.

## Geschichte
Die Idee eines derartigen Binnenkanals tauchte zum ersten Mal 1840 in einem Entwässerungsplan für das untere Vorarlberger Rheintal von Kreisingenieur Martin Kink auf. Das erste Teilstück durch Koblach, Mäder, Altach und Hohenems wurde bereits 1845 gebaut. Der Plan für den weiteren Verlauf bis zum Bodensee wurde mehrfach geändert, so erhob die Gemeinde Lustenau 1874 in Wien Einspruch gegen die Ableitung des Kanals mitten durch Lustenauer Gebiet und erreichte eine Verschiebung der Trasse nach Osten an die Grenze zu Dornbirn. Am 27. April 1910 wurde das zweite Teilstück feierlich eröffnet, das bereits am 15. Juni desselben Jahres bei einem Hochwasser die erste Bewährungsprobe bestand.